# Новосёловка (Черкасская область)
Новосёловка (укр. Новоселівка) — село в Черкасском районе Черкасской области Украины.
Почтовый индекс — 19626. Телефонный код — 472.

## Население
Население по переписи 2001 года составляло 84 человека.

### Языковой состав
Родной язык населения по данным переписи 2001 года:
| Язык       | Численность, чел. | Доля     |
| ---------- | ----------------- | -------- |
| Украинский | 81                | 96,43 %  |
| Русский    | 3                 | 3,57 %   |
| Итого      | 84                | 100,00 % |

## Местный совет
19620, Черкасская обл., Черкасский р-н, с. Будище, ул. 30-летия Победы, 42